# Steinbeißer (Familienname)
Steinbeiß(er) ist ein Familienname aus dem südlichen deutschen Sprachraum.

## Bedeutung und Herkunft
Der Name lässt mehrere Deutungen zu, darunter wie folgt aus einer Ableitung aus einem Ortsnamen, einem Übernamen, aus einer Berufsbezeichnung, aus der skandinavischen Sprache bzw. zimbrischen Sprache:

### Ortname
- Ableitung aus einem Ortsnamen: Steinbis, ein Weiler bei Triberg im Schwarzwald und Villingen-Schwenningen; 1393 in Stuttgart ein „vinea Steinbys“; Stenbêckerstrate (Steinbäckerstraße); Steinbeißen als Zufluss des Inns (= Salehner Bach) und Weiler oder Steinbeisser Berg in Landau an der Isar

### Übername
- Ableitung aus einem Übernamen (kein Patronymikum, Herkunftsname, Wohnstättenname oder Berufsname, sondern z. B. aus Körper-, Geist, Charaktermerkmalen oder aus Lebensgeschichte u. Ä. eines Menschen oder Stammes heraus) und hierbei speziell mit metaphorischen Bezug auf ein Tier: je nachdem in Singular oder Plural und mit Berücksichtigung der regionalen Diversität von Mundarten im süddeutschen Sprachraum (s. u. Varianten und Verbreitung) als der Steinbeiss (Steinpeiss) / die Steinbeissen (Steinpeissen), der Steinbeiß (Steinpeiß) / die Steinbeißer (Steinpeisser) bekannt in Anlehnung an die zoologischen Arten der Steinbeißer (Familie) (Schmerlen, Dorngrundeln), z. B. als Tiersymbol der Heraldik im Wappen des Wiener Medizinprofessors Martinus Steinpeiss (Steinbeiss) in seinem Buch (s. u.) im 16. Jh. zu finden[2]

### Berufsname
- Ableitung aus einem Beruf: Steinmetz, dem Handwerker zum eher geometrischen Bearbeiten von Stein zu Gebäudeteilen; Steinbildhauer, der plastische freie Natursteinarbeiten herstellt; Steinhauer, einer verbreiteten historische Bezeichnung für Steinbildhauer und Steinmetze, der im engeren Sinn aber Steinbrucharbeiter (abgeleitet aus Steinbiß ‚Steinbruch‘) ist, der dort die Werkstücke abbaut und für den Steinmetz oder den Steinbildhauer zurichtet

### Skandinavische Sprache bzw. zimbrische Sprache
- Ableitung aus Übersetzung des zimbrischen Wortes Frisún ‚Steinbeisser‘ ‚frisone‘[3]: Die Einwanderung der Jüten, den mutmaßlichen Zimbern, aus dem nördlichen Jütland (Dänemark, Skandinavien) ins Gebiet der Steiermark lässt auf die Herkunft des Namens aus der zimbrischen Sprache verweisen.
- Ableitung aus dem Altskandinavischen (z. B. der Jüten): Stein und peis (bzw. peiss oder peiser bzw. peisser) vom Wort peis ‚Feuerstelle im Freien‘ und ker ‚Fels‘ ‚Klippe‘ bedeuten zusammengefasst ‚Feuerstelle auf dem Felsen oder Feuerstelle aus Stein‘. Noch heute findet sich in der Slowenischen Sprache des ursprünglich solvendischen Volk aus dem nordischen Jütland das Wort pisker aus pis + ker. Es wurde etwas abgeändert und trägt dennoch sinngemäß die Bedeutung ‚großer Topf, in dem sie auf der Feuerstelle für die ganze Familie kochten‘. Der Name entstand vermutlich aufgrund einer prägenden kulturellen Gewohnheit sowie Herkunft der Namensträger, die sich als Zimbern in Süddeutschland, Österreich, Schweiz, Italien, Slowenien und Umland niederließen.[4] Das Wort Steinpeis bedeutet in norwegischer Sprache Steinkamin, aus Stein ‚Stein‘ + Peis ‚Kamin‘.

### Erste Namensträger
Der Name ist erstmals 1248 im Elsass als Landschaft im heutigen Osten Frankreichs mit einem Bürger namens „Heinricus Steinbiss“ und später auch als „Heinrich Steinbiss“ in Verbindung mit dem Erwerb von Besitztümern im Heimbachtal in Esslingen vom Markgrafen Heinrich II. von Burgau († 1293/94) aus dem Hause Berg-Burgau urkundlich (1280) erwähnt.
Gleichzeitig tritt der Name „Steinpeiss“ 1412 in Verbindung mit dem Besitzwechsel des gleichnamigen „Steinpeisshaus“ in Hartberg und dem Schloss Aichberg (beide im heutigen Österreich) als Stammsitz sowie über seine Nachfahren mit vielen anderen Burgen, Schlössern in Österreich und Bayern auf. „Seyfried Steinpeiß“ aus einer ehemaligen Dienstmannfamilie (ansässig in Anger bei Weiz) der Stubenberger Adelsfamilie übernimmt diesen Besitz in der Steiermark. Die Steinpeiss(er) (weiblich auch Steinpeissin) aus der Steiermark begründen zusammen mit anderen (verschwägerten) adligen Familien der Steiermark (z. B. von Stubenberg, von Dietrichstein, von Herberstein, von Kuefstein, von Wildenstein u. a.) viele Jahrhunderte lang Dörfer und Märkte in ihren verschwägerten Herrschaftsgebieten.
Die Namen der gleichlautender Ortschaften (z. B. Aichdorf bzw. Eichdorf Bayern in Anlehnung an Aichberg bzw. Eichberg als Stammburg der Herren von Steinpeiss in der Steiermark) oder gleichnamigen Ortschaften der Namensträger und ihrer verschwägerten Familien (z. B. Steinbeißen, Steinbeisserberg, Stubenberg), finden sich später außerhalb der Steiermark in ähnlicher Weise in Bayern, Baden-Württemberg und in Mitteldeutschland mehr oder weniger verändert wieder. Strittig bleibt dabei noch, ob der Name ursprünglich aus der Adelsschaft aus der Steiermark, aus Niederbayern oder aus dem heutigen Baden-Württemberg stammt, da Personen mit diesen Namen und ihre Varianten in allen drei Gegenden bis ins Mittelalter urkundlich nachweisbar sind.

## Varianten und Verbreitung
Die Variationen des Namens sind in Abhängigkeit zum Sprachraum zu verstehen. Beispielsweise werden aus dem einfachen s ein ß oder sz (z. B. bei Steinbîs, Steinbiss, Steinbîß und Steinbisz; bei Steinbeis, Steinbeiss, Steinbeiß und Steinbeisz; bei Steinbeiser, Steinbeisser, Steinbeißer und Steinbeiszer), aus dem stimmlosen b ein stimmhaftes p (Steinbeiss, Steinpeiss; Steinbeisser, Steinpeisser) oder aus dem langen î ein ai oder ei (z. B. evtl. Steinbîs, Steinbais, Steinbeis). Solche sprachlichen Anpassungen finden sich im Zimbrischen (s. Lautlehre), einer bairischen Mundart wieder.
Der Sprachraum, in der die Variationen des Namens auftauchen, spiegelt sich in der spezifischen Verwendung der Buchstaben (z. B. stimmhafte Konsonanten p, d, g gegenüber den stimmlosen Konsonanten p, t, k) wieder. Das ss wird im Wesentlichen in der Schweiz und Österreich, das ß in Deutschland und das sz in Ungarn gebraucht (Steinbeisser, Steinbeißer, Steinbeiszer). Das b wird in Deutschland und das p hauptsächlich in Österreich oder der Schweiz verwendet (Steinbeisser, Steinpeisser; Steinbeis, Steinpeis). Insgesamt sind aber Überlagerungen zu beobachten, die höchstwahrscheinlich durch die historische, enge Zugehörigkeit der benachbarten Regionen im süddeutschen Sprachraum und der Besitztümer ihrer Namensträger (teilweise ritterliche, gräfliche oder geistliche Adlige) zustande gekommen sind. Der Name ist nach den Massenauswanderungen der Namensträgern nach Wirtschaftskrisen und Kriegen u. a. auch in den Vereinigten Staaten von Amerika zu finden. Neben den vorgestellten Formen (z. B. Steinbeisser im US-Bundesstaat Montana) kommen die Namen durch die Überführung vom Deutschen ins Englische häufig in gleichlautender (z. B. Steinbus, Steinbuser) oder übersetzter Form vor.
- Steinbeisser / Steinbeißer mit Schwerpunkt in Bayern (München und Landau an der Isar sowie Umland) und einigen weiteren Namensträgern in der Schweiz und Österreich sowie Niedersachsen, aber auch vereinzelt in Baden-Württemberg
- Steinpeißer / Steinpeisser bzw. Steinpeiss, Steinpeis mit Schwerpunkt in Österreich, z. T. auch einzelne Namensträger in Niederbayern und der Schweiz
- Steinpeiszer / Steinbeiszer / Steinbeisz / Steinpeisz / Steinbisz insbesondere mit Namensträgern z. B. in Budapest (Ungarn)

- Steinbeiss / Steinbeiß / Steinbis / Steinbiß mit Namensträger u. a. in Niederbayern, jedoch mit Schwerpunkt in Baden-Württemberg (um Vaihingen an der Enz oder Stuttgart)

- Steinbiß mit z. B. ca. 310 Namensträger in Sachsen
- Steinbiss mit z. B. ca. 25 Namensträger im Landkreis Lüchow-Dannenberg
- Steinbis mit z. B. ca. 50 Namensträger im Landkreis Cuxhaven

## Bekannte Namensträger
- Martin Steinpeiss (auch Martinus Stainpeiss, oder Martin Stainpeis[11]), Medizinprofessor an der Universität Wien im 16. Jhdt., u. a. bekannt durch sein Buch Liber de modo studendi seu legendi in medicina (1521)[2]
- Georg Christoph von Steinpeiss (siehe Schloss Aichberg (Steiermark))[12] † 1679, Sohn von Johann Christoph und Anna Margareta von Fürnberg, verheiratet mit Eva Eleonore von Mörsberg (Mörsburg), einer Frau aus demselben Adelsgeschlecht wie Adalbert von Mörsberg
- Johann von Steinpeiss, verheiratet mit Margareta von Herberstein
- Johann Christoph von Steinpeiss, Sohn von Johann von Steinpeiss und Margareta von Herberstein, verheiratet mit Maria Christina von Kuenburg
- Johann Christoph, Sohn von Johann Christoph und Maria Christina von Kuenburg, verheiratet mit Benigna Martha von Eibiswald
- Johann Georg, Sohn von Johann von Steinpeiss und Margareta von Herberstein, verheiratet mit Judith von Rindschaid aus der Familie von Rindschaid (steirisches Adelsgeschlecht)[13]
- Johann Otto Graf von Steinpeiss, Graf aus den steierischen Adelshaus der Steinpeiss (* 1667; † 1703), Vater von Maria Cäcilia Gräfin von Steinpeiss sowie Ehegatte von Eva Rosina Gräfin Hilleprant von und zu Prandegg, aus der Stammliste der Kuefstein
- Margareta von Steinpeiss, Tochter von Johann Georg von Steinpeiss und Judith von Rindschaid, verheiratet mit Georg Siegmund von Wildenstein (steirisches Adelsgeschlecht)
- Maria Cäcilia Gräfin von Steinpeiss (* 5. Februar 1701; † 13. Januar 1758 in Wien), Gräfin aus der Steiermark und der Stammliste der Kuefstein, Tochter von Johann Otto Graf von Steinpeiss und Maria Eva Rosina Hilleprant von und zu Prandegg, verheiratet mit Johann Ernst von Kuefstein
- Maria Eleonora von Steinpeiss (* 1654; † ?), Tochter von Johann Christoph und Benigna Martha von Eibiswald, verheiratet mit Siegmund Rudolf von Schrattenbach
- Maria Felicitas von Steinpeiss (* 1676; † 1699), Tochter von Georg Christoph und Eva Eleonore von Mörsberg, verheiratet mit Johann Christoph von Wildenstein
- Josef Wolfgang Steinbeißer (1894–1980), deutscher Schauspieler und Dramatiker
- Manfred Steinbeißer (* 1976), deutscher Volleyballtrainer
- Ferdinand von Steinbeis (* 5. Mai 1807 in Ölbronn; † 7. Februar 1893 in Leipzig), württembergischer Wirtschaftspolitiker und wichtiger Förderer der Industrialisierung in Württemberg
- Otto von Steinbeis (* 7. Oktober 1839 in Bachzimmern; † 27. Dezember 1920 in Brannenburg am Inn), deutscher Unternehmer und Industriepionier
- Maximilian Steinbeis (* 7. September 1970 in München), deutscher Journalist und Schriftsteller
- Albert Steinbeißer (* 16. Dezember 1910 in Augsburg; † 11. Juli 1991 in Rosenheim), Richter, Oberbürgermeister und Ehrenbürger in Rosenheim[14]
- Donald Steinbeisser (* 15. April 1935), U.S. Senator von Sidney, Montana[15]
- Kajetan Steinbeißer (* 20. Juni 1953), katholischer Geistlicher und Dekan des Dekanat Freyung-Grafenau[16]
- Herbert Steinbeisser (* 13. März 1958 in Mannheim; † 10. Mai 2014 in Mannheim), erfolgreicher Wissenschaftler der Biologe (Zoologie) und Professor an der Sektion Entwicklungsgenetik im Institut für Humangenetik des Universitätsklinikum Heidelberg[17][18]
- Herbert Steinbeißer (* 8. Januar 1938 in Ruhpolding), Skilangläufer und zweifacher Olympiateilnehmer in Innsbruck 1964 (Deutschland) und Grenoble 1968 (Bundesrepublik Deutschland)[19]
- Katja Nagel, geb. Steinbeisser (* 4. Dezember 1963 in München), deutsche Fachbuchautorin, Hochschuldozentin und Kommunikationsmanagerin
- Irene Steinbeisser (* München), Schauspielerin und Charaktertänzerin der Bayerischen Staatsoper, u. a. bekannt für die Stücke Die Fledermaus (1986) und Das Schlangenei (1977)[20]
- Markus Steinbeisser, Mitgründer (Mitinhaber) und Leiter der international tätigen Westhouse Group (Garching, München)[21]
- Wolf Steinpeiß (17. bis 18. Jh.), Erbauer des denkmalgeschützten und später weiter umbauten Objekts Herrenchiemsee 5 auf der Insel Herrenchiemsee (Herreninsel) am Chiemsee zwischen den Jahren 1737–1740
- Nikolaus Steinbeis, Psychologe am Max-Planck-Institut für Kognitions- und Neurowissenschaften, bekannt u. a. für Untersuchung unter dem Aspekt des Egoismus[22]
- Herman Steinbeis, Mitgründer des deutschen Vorgängerunternehmens (Zweckform Schreibwaren und Bürobedarfs GmbH, 1946, Oberlaindern) von Avery Zweckform
- Viktoria Steinbiß, geb. Klarhorst (* 19. August 1892 in Bielefeld; † 11. Februar 1971 ebd.), deutsche Politikerin (CDU)
- Florian Walter Steinbiß (* 19. April 1957 in Bonn), deutscher Filmregisseur und Schriftsteller
- Olaf Steinbiß (* 7. November 1966 in Hamburg), deutscher Politiker (SPD), Mitglied der Hamburgischen Bürgerschaft
- Alexander Steinbeis (* 1974 in München), deutscher Orchesterdirektor bei Deutsches Symphonie-Orchester Berlin mit Beginn der Spielzeit 2007/08[23]